# Formica prociliata
Formica prociliata é uma espécie de formiga do gênero Formica, pertencente à subfamília Formicinae.